# Többszörös frekvenciaeltolás-billentyűzés
A többszörös frekvenciaeltolás-billentyűzés  (MFSK - Multiple frequency-shift keying) az FSK egy olyan változata, amely kettőnél több frekvenciát használ. Az MFSK az M-ary ortogonális moduláció egy formája, ahol minden szimbólum ortogonális hullámformák ábécéjének egy eleméből áll. M, az ábécé mérete, általában kettő hatványa, így minden szimbólum {\displaystyle log_{2}(M)} bitet képvisel.
- M általában 4 és 64 között van. A modulációs formát is ezzel a számmal adják meg, pl. MFSK-4 ill. MFSK-64
- Általában hibajavítást is alkalmaznak.

Az MFSK egy olyan technika, amely digitális adatokat továbbít több hang (frekvencia) használatával, kiterjesztve az FSK kétfrekvenciájú billentyűzést több egyidejű szálra.

## Az MSFK alapjai
Egy M-ary jelzőrendszerben, mint például az MFSK, egy M hangból álló "ábécét" hoznak létre, és az adó egyszerre egy hangot választ ki az ábécéből átvitelre. Az M általában a 2 hatványa, így az ábécéből továbbított minden hang {\displaystyle log_{2}(M)} adatbitet jelent.
Az MFSK-t M-ary ortogonális jelzőrendszerként osztályozzák, mivel a vevőnél található M hangfelismerő szűrő mindegyike csak a saját hangjára reagál, a többire egyáltalán nem; ez a függetlenség biztosítja az ortogonalitást.
Más M-ary ortogonális sémákhoz hasonlóan az adott hibavalószínűséghez szükséges Eb/N0  (egy bitre eső energia / zajteljesítmény spektrális sűrűsége) arány az M növekedésével csökken, anélkül, hogy többszimbólumos koherens detektálásra lenne szükség. Valójában, ahogy M a végtelenhez közeledik, a szükséges Eb/N0 arány aszimptotikusan csökken a -1,6 dB-es Shannon-határig. Ez a csökkenés azonban lassú az M növekedésével, és a nagy értékek nem praktikusak a szükséges sávszélesség exponenciális növekedése miatt. A gyakorlatban a tipikus értékek 4 és 64 között mozognak, és az MFSK-t egy másik előre irányuló hibajavító sémával (FEC) kombinálják, hogy további kódolási nyereséget biztosítsanak.
Az MFSK modulációs sémák spektrális hatékonysága csökken az M modulációs rend növekedésével::
{\displaystyle \rho ={\frac {2\log _{2}M}{M}}}
Mint bármely más szögmodulációs forma, amely egyetlen, csak fázisban vagy frekvenciában változó RF hangot továbbít, az MFSK is állandó burkológörbét hoz létre. Ez jelentősen enyhíti az RF teljesítményerősítő kialakítását, lehetővé téve számára, hogy nagyobb konverziós hatékonyságot érjen el, mint a lineáris erősítők.

## Az MFSK jel felépítése
Az MFSK egy olyan technika, amely digitális adatokat továbbít több hang (frekvencia) használatával, kiterjesztve az FSK kétfrekvenciájú billentyűzést több egyidejű szálra.

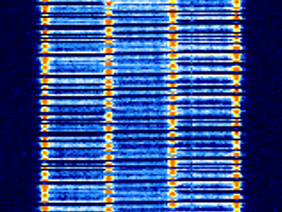
MFSK-4 spektrumképe

Az FSK modulációnál 1 bit átvitelére 2 frekvenciát használunk, az egyik frekvencia a bit 0 értéket jelenti, a másik frekvencia a bit 1 érékét. Ha 1 csatornában egy időpillanatban 2 bitet szeretnénk átvinni, akkor 2 vivőfrekvenciát használunk, és mindkét vivőfrekvenciát moduláljuk FSK modulációval. Így 4 lehetséges frekvencia jön létre. A 4 frekvenciából egyidejűleg mindig 2 aktív. Ennél az átvitelnél 4 frekvenciát használunk, tehát MFSK-4 jellel jelöljük.
Ha egyidejűleg 1 byte információt szeretnénk átvinni, ahhoz minimum 8 szálú FSK kell, vagyis 16 frekvencia. Az ilyen modulációt MFSK-16 jellel jelöljük.
Az FSK szálak növelésével nem csak az egy időben átvitt bitek számát növelhetjük, hanem paritásbitet, vagy egyéb, hiba detektálására alkalmas redundáns információt is átvihetünk.
Az MFSK rendszerek általában nem koherens detektálást alkalmaznak, és a sok hangot a lehető legközelebb helyezik el egymás mellett, hogy korlátozzák az átvitt sávszélességet. Az átvitt hangokat az átviteli sebességgel megegyező távolságra, vagy az átviteli sebesség egész számú többszörösével kell elválasztani. Például az alkalmazott frekvenciák 20 Hz-es távolságra lehetnek egymástól, ha 20 bauddal vannak kódolva.

## Felhasználása
MFSK használatával digitális jel vihető át. Felhasználása széleskörű, használható szöveges információ átvitelére, adatátvitelre, vagy megfelelő sávszélesség használatával átvihető digitálisan kódolt kép, hang, vagy akár videóinformáció is. Képezheti hálózati átvitel fizikai rétegét is.